# جوني لورانس
جوني لورانس (29 مارس 1911 - 10 ديسمبر 1988) (بالإنجليزية: Johnny Lawrence)‏ هو لاعب كريكت بريطاني (وحمل سابقاً جنسية المملكة المتحدة لبريطانيا العظمى وأيرلندا). لعب مع نادي مقاطعة سومرست للكريكت ‏ وLincolnshire County Cricket Club ‏.

## وصلات خارجية
- جوني لورانس على موقع إي آس بي آن كريك إنفو (الإنجليزية)